# Alenka Kesar
Alenka Kesar (rojena kot Alenka Mirt), slovenska TV-voditeljica in pisateljica, * 25. april 1970. 
Zasnovala, urednikovala in vodila je oddajo Vizita na POP TV med letoma 1996 in 2014. Povezuje tudi razne dogodke po Sloveniji. 
Napisala je tri avtobiografske knjige: Čez mavrico (2009), Druga žena (2020) in Da bi sladko zaspala (2021).
Živi v Ljubljani. Poročena je s Kamenkom Kesarjem.